# Flavin, Aveyron
Flavin är en kommun i departementet Aveyron i regionen Occitanien i södra Frankrike. Kommunen ligger  i kantonen Pont-de-Salars som ligger i arrondissementet Rodez. År 2022 hade Flavin 2 376 invånare.

## Befolkningsutveckling
Antalet invånare i kommunen Flavin
Referens: INSEE